# Süleyman Nazif

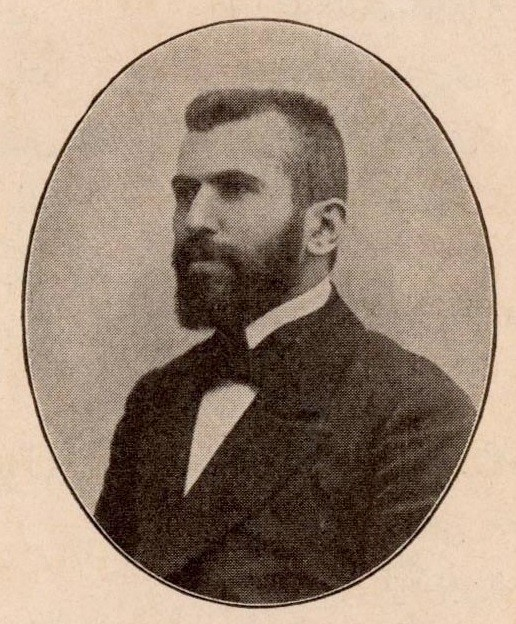
Süleyman Nazif

Süleyman Nazif (Osmanska:سلیمان نظیف ), född 29 januari 1870 i Diyarbakır, död 4 januari 1927 i İstanbul, var en kurdisk, osmansk poet, Mosuls guvernör 1913 och Bagdads guvernör 1915.